# Il meglio di Fritz Leiber
Il meglio di Fritz Leiber (The Best of Fritz Leiber) è una raccolta di racconti dello scrittore americano Fritz Leiber. Fu pubblicata per la prima volta nel Regno Unito da Sphere Books in brossura nel maggio 1974 e negli Stati Uniti in copertina rigida da Doubleday nel giugno 1974 (entro la collana Science Fiction Book Club); un'edizione britannica in copertina rigida e una americana tascabile apparvero nel novembre dello stesso anno, rispettivamente per Sidgwick & Jackson e per Ballantine Books (entro la collana Classic Library of Science Fiction). La versione nordamericana dell'antologia è stata tradotta in italiano da SIAD Edizioni in SF. Il Meglio della Fantascienza 1 nel 1979. 
Rappresenta la seconda di tre retrospettive sull'opera di Leiber pubblicate in rapida successione a metà degli anni Settanta, assieme ai due volumi gemelli Spazio, tempo e mistero e Spazio, tempo e altri misteri (DAW Books, 1974-1975) e a The Worlds of Fritz Leiber (Ace Books, 1976). 

## Storia editoriale
La raccolta contiene ventidue racconti fantasy, fantascientifici e horror, tutti già apparsi in varie riviste e antologie; i primi tre testi sono opere giovanili risalenti agli anni Quaranta, i rimanenti pertengono alla maturità stilistica di Leiber fra gli anni Cinquanta e Sessanta, tranne l'ultimo composto nel 1970. Sul piano contenutistico diciotto testi sono autoconclusivi, due appartengono al ciclo della Guerra del Cambio, uno al dittico di Simon Grue (l'altro sarebbe confluito due anni dopo in The Worlds of Fritz Leiber), e uno al trittico di Gummitch il Gatto. 
Le edizioni britannica e statunitense differiscono leggermente l'una dall'altra sotto tre aspetti: l'una attribuisce ad Angus Wells il ruolo di curatore, l'altra non accredita un curatore né riconosce l'esistenza dell'edizione precedente; entrambi i volumi contengono le stesse storie, ma la versione Sphere le dispone cronologicamente in base alla prima edizione, mentre la versione Doubleday si apre con il racconto lungo Le ossa devono rotolare (Gonna Roll the Bones), che in ordine di pubblicazione è il penultimo testo; infine, l'edizione britannica si apre con un'introduzione di Leiber e una bibliografia aggiornata al 1973, mentre l'edizione americana presenta un'introduzione di Poul Anderson e una postfazione di Leiber.

## Contenuti
Si elencano i contenuti della versione Doubleday, sulla base della quale SIAD Edizioni condusse la traduzione italiana. Tredici dei ventidue racconti erano già apparsi in italiano in traduzioni precedenti, di cui si forniscono i riferimenti in nota.
- Introduzione (The Wizard of Nehwon) di Poul Anderson.
- "Le ossa devono rotolare" ("Gonna Roll the Bones"), nell'antologia Dangerous Visions, a cura di Harlan Ellison, Doubleday, 1967.[2]
- "Sanità" ("Sanity"), Astounding Science Fiction aprile 1944.
- "Ricercato... un nemico" ("Wanted - An Enemy"), Astounding Science Fiction febbraio 1945.
- "L'uomo che non ringiovanì mai" ("The Man Who Never Grew Young"), nella raccolta Neri araldi della notte (Night's Black Agents), Arkham House, 1947.[3]
- "La nave salpa a mezzanotte" ("The Ship Sails at Midnight"), Fantastic Adventures settembre 1950.[4]
- "La foresta incantata" ("The Enchanted Forest"), Astounding Science Fiction ottobre 1950.[5]
- "Prossima attrazione" ("Coming Attraction"), Galaxy Science Fiction novembre 1950.[6]
- "Povero superuomo" ("Poor Superman"), originariamente intitolato "Il mondo di domani" ("Appointment in Tomorrow"), Galaxy Science Fiction luglio 1951.[7]
- "Un secchio di aria" ("A Pail of Air"), Galaxy Science Fiction dicembre 1951.
- "Le trincee di Marte" ("The Foxholes of Mars"), Thrilling Wonder Stories giugno 1952.[8]
- "La grande festa" ("The Big Holiday"), The Magazine of Fantasy and Science Fiction gennaio 1953.
- "La notte in cui gridò" ("The Night He Cried"), nell'antologia Star Science Fiction Stories 1, a cura di Frederik Pohl, Ballantine Books, 1953.[9]
- "La grossa migrazione" ("The Big Trek"), The Magazine of Fantasy and Science Fiction ottobre 1957.[10]
- "Spazio-tempo per saltatori" ("Space-Time for Springers"), nell'antologia Star Science Fiction Stories 4, a cura di Frederik Pohl, Ballantine Books, 1958. Racconto di Gummitch.[11]
- "Cerca di cambiare il passato" ("Try and Change the Past"), Astounding Science Fiction marzo 1958. Racconto della Guerra del Cambio.[12]
- "Un ufficio pieno di ragazze" ("A Deskful of Girls"), The Magazine of Fantasy and Science Fiction aprile 1958. Racconto della Guerra del Cambio.
- "Rump-titty-titty-tum-tah-tee" ("Rump-Titty-Titty-Tum-TAH-Tee"), The Magazine of Fantasy and Science Fiction  maggio 1958. Racconto di Simon Grue.[13]
- "Piccola vecchia Miss Macbeth" ("Little Old Miss Macbeth"),The Magazine of Fantasy and Science Fiction dicembre 1958.
- "Mariana" ("Mariana"), Fantastic Science Fiction Stories febbraio 1960.
- "L'uomo che divenne amico con l'elettricità" ("The Man Who Made Friends with Electricity"), The Magazine of Fantasy & Science Fiction marzo 1962.
- "I bei nuovi giorni" ("The Good New Days"), Galaxy Science Fiction ottobre 1965.[14]
- "America la bella" ("America the Beautiful"), nell'antologia The Year 2000, a cura di Harry Harrison, Doubleday, 1970.
- Post scriptum (Afterword) di Fritz Leiber.

L'introduzione di Leiber all'edizione Sphere non è mai stata tradotta in italiano.

## Premi
La raccolta ha vinto nel 1975 il Premio Locus per la migliore antologia personale. Il racconto lungo "Le ossa devono rotolare" ("Gonna Roll the Bones") ha vinto sia il Premio Nebula sia il Premio Hugo per la propria categoria nel 1967.

## Antologie omonime
Nel novembre 1979 la casa editrice Amereon House ha pubblicato in tiratura limitata una raccolta di racconti di Leiber intitolata Pail of Air and Other Stories, successivamente ristampata nel giugno 1997 come The Best of Fritz Leiber; a dispetto del titolo tale antologia non includeva che i primi nove racconti dell'edizione Doubleday, da "Le ossa devono rotolare" ("Gonna Roll the Bones") fino all'eponimo "Un secchio di aria" ("A Pail of Air").
Il 5 luglio 2009 Night Shade Books annunciò la pubblicazione di un volume intitolato anch'esso The Best of Fritz Leiber ma contenente una diversa selezione di testi, così da coprire anche l'ultimo ventennio di attività dello scrittore. L'antologia fu effettivamente pubblicata nell'aprile 2010, ma con il titolo di Fritz Leiber: Selected Stories.